# Аскоага, Энрике
Энри́ке Аскоа́га (исп. Enrique Azcoaga, 27 марта 1912, Мадрид — март 1985, Испания) — испанский поэт, писатель, искусствовед, представитель «поколения 1936 года».

## Биография
Родился в Мадриде 27 мая 1912 года. После окончания Школы искусств и ремёсел отправился в путешествие по Испании. Огромное влияние на начинающего литератора оказало знакомство с поэтом Мигелем Эрнандесом. Печатался в газетах «El Sol» и «Luz». Вместе с поэтами Артуро Серрано Плаха и Антонио Санчесом Барбудо основал журнал «Литературный листок» («Hoja literaria»). В 1933 году стал обладателем Национальной поэтической премии (за книгу «Línea y Acento»). Был дружен с поэтом Хосе Гарсия Ньето.
После гражданской войны (1936—1939) в 1951 году эмигрировал в Аргентину, поселился в Буэнос-Айресе, где стал основателем журнала «Атлантида». Через 11 лет вернулся на родину. Стал обладателем премии Фонда Ласаро Гальдиано за труды по истории искусства. В последние годы жизни был президентом Испанской ассоциации искусствоведов.
Скончался в марте 1985 года. Многие произведения при жизни писателя остались неопубликованными, в их числе несколько томов мемуаров под названием «Дневник бывшего покойника».
В некрологе на смерть поэта в газете «El País» Энрике Аскоага был назван «одним из самых выдающихся представителей интеллектуального поколения Второй Испанской Республики».
Имя поэта носит улица на севере Мадрида (calle de Enrique Azcoaga).

## Избранные произведения

### Поэзия
- La piedra solitaria
- El canto cotidiano
- El poema de los tres carros
- La dicha compartida
- Dársena del hombre
- Olmeda

### Проза
- El empleado
- La arpista
- Diana o la casualidad
- La prueba del mar

### Работы по истории искусства
- Entregas
- El cubismo
- Goya
- La escultura de Cristino Mayo
- Redondela, Alberto
- La pintura para vivir de Martínez Novillo
- Las pinturas morales de Vela Zanetti

### Кинематограф
- «Испания должна знать» («España debe saber», документальный фильм, Испания, 1977) — соавтор сценария

### Мемуары
- «Дневник бывшего покойника» («Diario de un ex muerto»)